# Henk de Hamer
Hendrik (Henk) de Hamer (Groningen, 9 november 1940) is een Gronings graficus en ambtenaar en was politicus voor de Partij van de Arbeid (PvdA).
Henk de Hamer was een zoon van corrector Janis de Hamer en Fokje Havinga. Hij ging na de m.u.l.o. naar de Grafische School in Groningen (1957-1961). Hij is getrouwd met Anna Lantinga en was enige tijd wedstrijdbokser.
Hij werkte eerst bij drukkerij Have en later bij Wolters-Noordhoff als medewerker kwaliteitsdienst (1957-1977). Hij was tussen bestuurslid van de Algemene Nederlandse Grafische Bond in Groningen (1960-1977) en van de Stichting Vormingswerk Werkende Jongeren (1970-1978). Als twintiger was De Hamer al politiek actief in de PvdA, als voorzitter/secretaris van de Federatie Jongeren Groepen van het gewest Groningen (1967-1970) en als bestuurslid van de PvdA federatie Groningen (1969-1970). Tussen 1970 en 1977 was De Hamer gemeenteraadslid in Groningen en lid van de partijraad van de PvdA.
In 1977 werd hij namens de PvdA in de Tweede Kamer der Staten-Generaal gekozen, waar hij zich met name bezighield met onderwerpen op het gebied van (langzaam) verkeer, volkshuisvesting en sociale zaken. Hij was een atoompacifist en stemde daarom steeds tegen alle artikelen van de begrotingen van Defensie die verband hielden met kernbewapening. In 1981 stemde hij als enige van zijn fractie tegen het wetsvoorstel Leegstandswet. In 1981 werd hij op een niet-verkiesbare vierde plaats gezet van de PvdA-kandidatenlijst in Groningen, ten faveure van Jacques Wallage.
Na vier jaar in de Kamer keerde De Hamer in 1982 terug in de Groningse gemeenteraad. In 1985 nam hij alweer afscheid, om beleidsmedewerker bij de afdeling Werkgelegenheidsprojecten van de gemeente te worden. In 1996, nu projectvoorbereider bij Sociale Zaken bij de gemeente, werd hij voorzitter van de ondernemingsraad van de dienst Sociale Zaken en Werk en kaderlid van ABVA/KABO.
- Parlement.com: vg09llibekzy